# Malá Roudka
Obec Malá Roudka se nachází v okrese Blansko v Jihomoravském kraji. Žije zde 215 obyvatel. Území obce, které se skládá ze dvou částí, vlastní Malé Roudky a vesnice Skočova Lhota, je zcela obklopeno územím Velkých Opatovic.

## Historie
První písemná zmínka o obci pochází z roku 1373, kdy ji Jindřich Opole ze Zákřan prodával augustiniánskému klášteru v Jevíčku. V držení tohoto kláštera byla Malá Roudka až do roku 1784, kdy došlo ke zrušení tohoto kláštera. Druhá část obce byla v majetku Borotínského statku. V roce 1850 Malá Roudka společně s osadou Skočová Lhota a Velkou Roudkou utvořily politickou obec v moravskotřebovském hejtmanství. V roce 1926 byla Malá Roudka prohlášena samostatnou obcí.

## Galerie

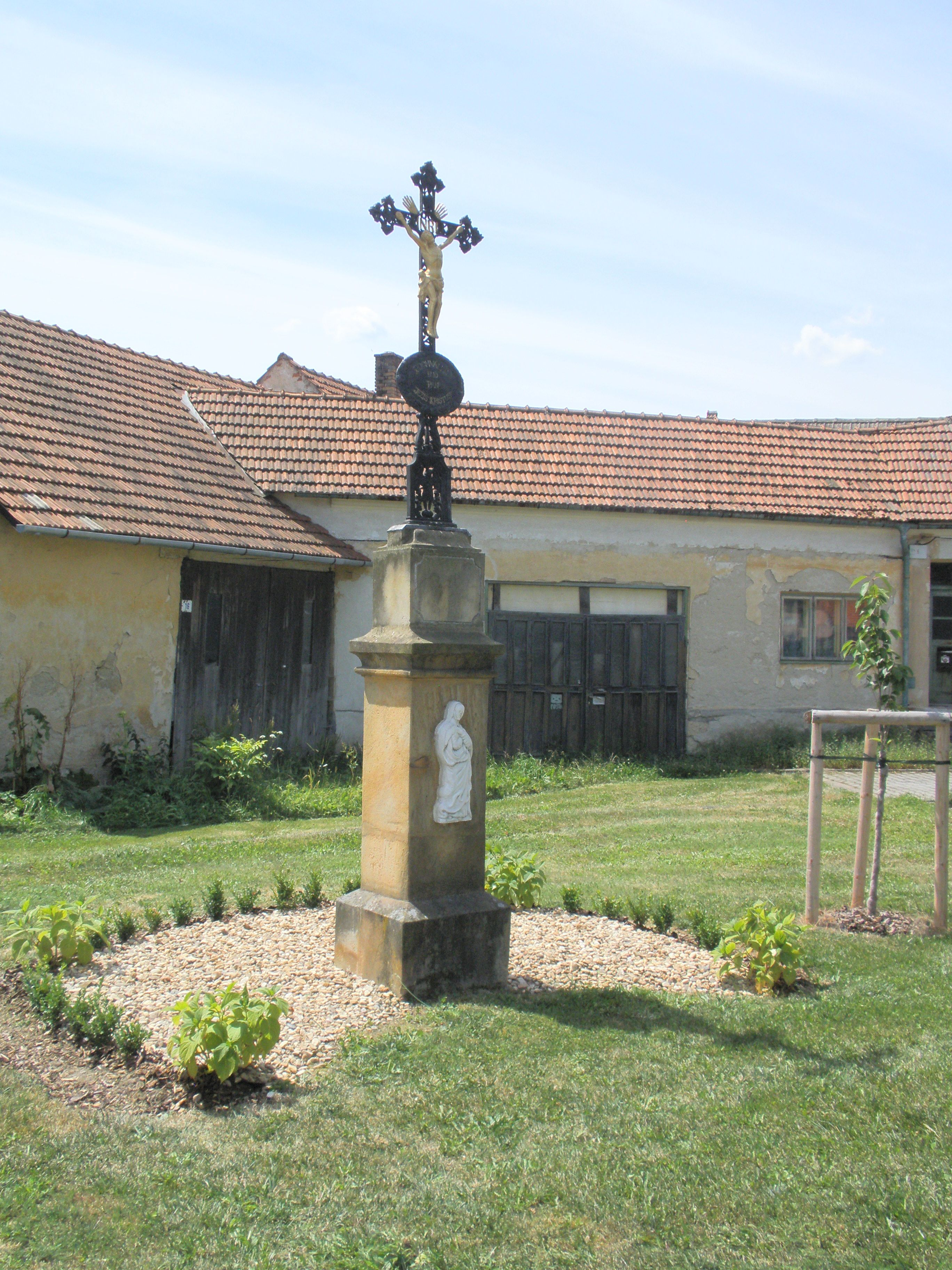
Kříž
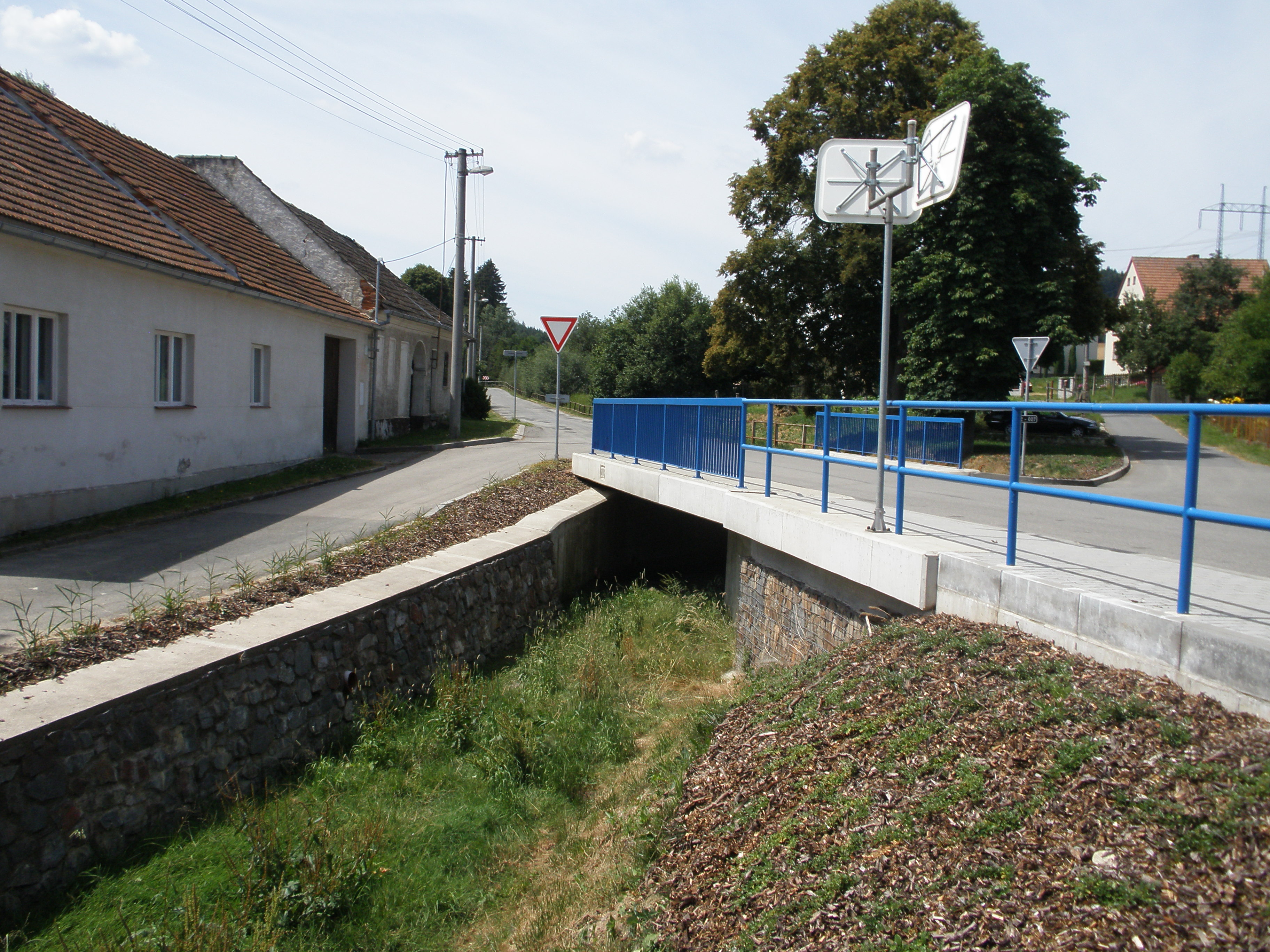
Potok Jevíčka protékající obcí